# Stephen Toulmin
 (mars 2010).
Si vous disposez d'ouvrages ou d'articles de référence ou si vous connaissez des sites web de qualité traitant du thème abordé ici, merci de compléter l'article en donnant les références utiles à sa vérifiabilité et en les liant à la section « Notes et références ».
Stephen Edelston Toulmin (né le 25 mars 1922, mort le 4 décembre 2009) est un philosophe britannique, auteur et enseignant.
Influencé par le philosophe autrichien Ludwig Wittgenstein, Toulmin consacre son travail à l’analyse des raisonnements moraux. Dans ses écrits, il cherche à développer des arguments pratiques utilisables pour l’évaluation des éthiques sous-jacentes aux questions morales. Ses travaux sont utilisés plus tardivement dans le champ de la rhétorique pour l'analyse des arguments. Son modèle d’argumentation articulant dans un diagramme six composantes fonctionnelles est ainsi considéré comme son travail le plus influent, particulièrement dans les champs de la rhétorique, la communication, et l'informatique.

## Biographie
Stephen Toulmin est né à Londres en Angleterre le 25 mars 1922. Durant ses études à l’université de Cambridge, il entre en contact avec le philosophe autrichien Ludwig Wittgenstein, dont l’examen des relations entre les usages et les significations du langage influencera beaucoup son propre travail. De fait, la thèse doctorale de Toulmin, intitulée Un examen de la place de la raison dans l’Éthique, applique les théories de Wittgenstein à l’analyse des arguments éthiques.
Son premier livre fut The Philosophy of Science: an Introduction (1953).
Tandis qu’il enseigne à l’université de Leeds, il publie en 1958 l’un de ses livres les plus influents dans le champ de la rhétorique, Les usages de l’argumentation (The Uses of Argument ), qui enquête sur les défauts de la logique traditionnelle. Bien que ce livre fut mal reçu en Angleterre et caricaturé comme « le livre anti-logique de Toulmin » par ses collègues philosophes de Leeds, il fut apprécié par les rhétoriciens des États-Unis, où Toulmin a travaillé comme professeur invité.
Toulmin publie en 1972 Human Understanding: The Collective Use and Evolution of Concepts, qui examine les causes et les processus de l’évolution conceptuelle. Dans ce livre, il utilise la comparaison alors toute nouvelle entre l’évolution conceptuelle et le modèle darwinien de l’évolution biologique pour penser le processus du changement conceptuel comme un processus évolutionnaire. Toulmin se rattache ainsi au courant de l'épistémologie évolutionniste.
En 1973, il publie en collaboration avec l’historien Allan Janik (de) Wittgenstein’s Vienna, qui souligne l’importance de la signification historique dans le raisonnement humain : contrairement aux philosophes qui croient en la vérité absolue, comme Platon et sa logique formelle idéalisée, Toulmin soutient que la vérité est une qualité relative, dépendante des contextes historiques et culturels (que d’autres auteurs ont appelé « schémas conceptuels »).
En 1988, il écrit en collaboration avec Albert R. Jonsen (en) The Abuse of Casuistry: A History of Moral Reasoning, qui expose les différents procédés de résolution des cas moraux.

## Philosophie des sciences
En 1972, Toulmin publie Human Understanding qui affirme que le changement conceptuel est un processus évolutionniste. Ce livre attaque la position de Thomas Kuhn sur le changement conceptuel (cf. La Structure des révolutions scientifiques, 1962). Kuhn pensait que le changement conceptuel était un processus révolutionnaire (en opposition au processus évolutionniste de Popper), durant lequel des paradigmes qui s'excluent mutuellement rivalisent pour remplacer le paradigme précédent. Toulmin critique les éléments relativistes de la thèse de Kuhn : il montre que les paradigmes s'excluant mutuellement ne fournissent pas de terrain de comparaison ; en d'autres termes, la thèse de Kuhn donne trop d'importance au « champ instable » tout en ignorant le « champ stable », ou champ communément partagé par tous les paradigmes argumentatifs ou scientifiques.
En contraste avec le modèle révolutionnaire de Kuhn, Toulmin a proposé un modèle évolutionniste du changement conceptuel comparable au modèle d'évolution biologique de Charles Darwin. Toulmin explique que le changement conceptuel implique les processus d'innovation et de sélection. L'innovation correspond à l'apparition des variations conceptuelles, tandis que la sélection correspond à la survie et à la perpétuation des concepts les plus solides. L'innovation se produit quand les professionnels d'une discipline particulière en viennent à voir les choses différemment de leurs prédécesseurs ; la sélection fait subir aux nouveaux concepts un processus de débat et d'enquête que Toulmin considère comme un « forum de compétition ». Les concepts les plus solides survivront au forum de compétition en tant que révisions des concepts traditionnels. Ces derniers seront donc remplacés par de meilleurs concepts.
Pour le point de vue absolutiste, les concepts sont valides ou invalides indépendamment du contexte ; pour le point de vue relativiste, un concept n'est jamais meilleur ou pire qu'un concept rival qui vient d'un contexte culturel différent. Dans la perspective de Toulmin au contraire, qui renvoie dos-à-dos ces deux points de vue, l'évaluation dépend d'un processus de comparaison, qui détermine si oui ou non un concept donné entraînera une augmentation de notre pouvoir explicatif par rapport à ses rivaux.

## Modèle d'argumentation de Toulmin

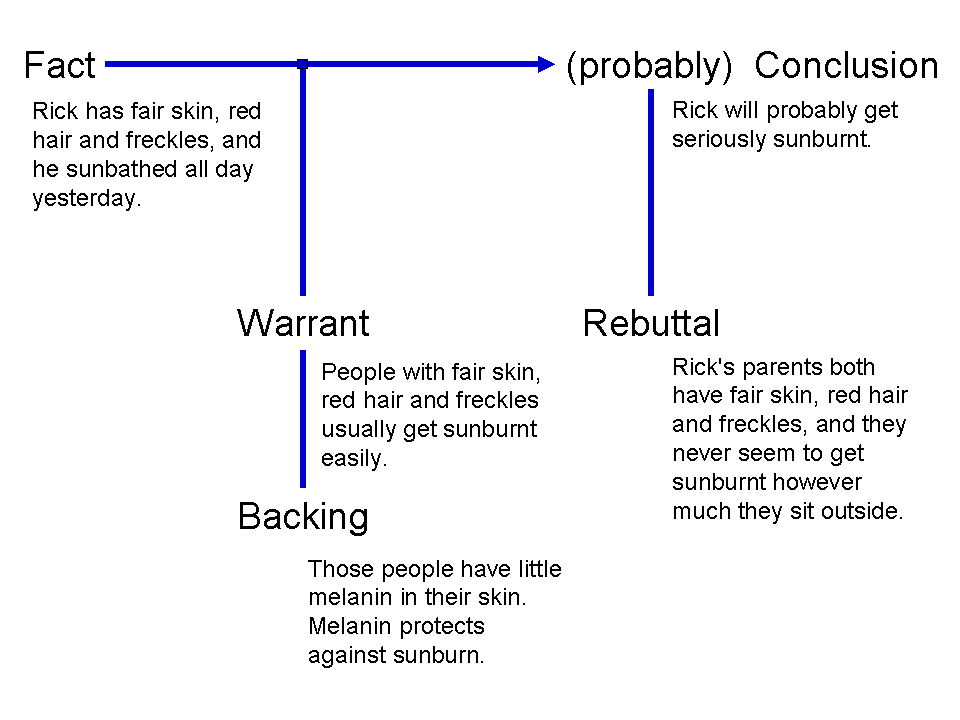
Diagramme du modèle de Toulmin : d'un fait (fact, data), on peut tirer une conclusion (claim) puisqu'une loi de passage générale (warrant) l'autorise en vertu d'un argument de support (backing) à moins qu'il y ait une modalité (probably) de réfutation (rebuttal)

Plutôt qu'une argumentation déductive abstraite où une affirmation se déduit de principes, Toulmin développe des principes d'analyse de l'argumentation pratique où, à l'inverse, on part d'affirmation qu'on justifie ensuite par des arguments. Il présente le passage du fait à la conclusion par un diagramme ayant six composantes fonctionnelles organisées en une argumentation positive et une négative :
- la positive justifie une Conclusion (Claim) par une Donnée (Data') d'après sur des principes généraux, une loi de passage (Warrant') et son Support (Backing)
- la négative lie à la conclusion un Modalisateur (Qualifier) indiquant les conditions de Réfutation (Rebuttal)